# 秦岭红杉
秦岭红杉（学名：Larix potaninii var. chinensis）又名太白落叶松、落叶松、太白红杉，为松科落叶松属植物红杉的变种，为中国的特有植物。分布于中国大陆的佛坪、陕西秦岭、太白山、户县、玉皇山等地，生长于海拔2,000米至3,500米的地区，目前尚未由人工引种栽培。